# 蔚珍警察署
蔚珍警察署（ウルジンけいさつしょ）は、慶北地方警察庁所管の警察署である。

## 管轄区域
- 蔚珍郡

## 沿革
- 1945年10月21日 -　開署
- 1963年1月1日 - 蔚珍郡の所属が慶尚北道に変更されたため、江原道警察局から慶尚北道警察局に変更

## 管轄派出所
- 近南派出所
- 箕城派出所
- 西面派出所
- 北面派出所
- 蔚珍派出所
- 竹辺派出所
- 平海派出所
- 後浦派出所

## 管轄治安センター
- 遠南治安センター
- 温井治安センター